# Xyston

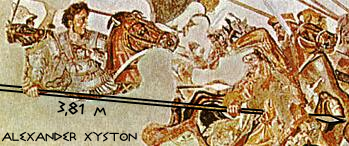
Podkreślenie długości xystonu Aleksandra Wielkiego na tzw. mozaice Aleksandra w Pompejach, przedstawiającej bitwę pod Issos (333 r. p.n.e.)

Xyston (gr.: Ξυστόν) - odmiana włóczni bądź oszczepu używana w starożytnej Grecji.
Zazwyczaj w literaturze nazwą tą określa się włócznię używaną przez hetajrów, czyli macedońską kawalerię. Hetajrowie (od gr. Εταίροι, Hetairoi - towarzysze) po śmierci Aleksandra Wielkiego byli nazywani Xystophoroi (gr. Ξυστοφόροι), właśnie ze względu na używaną broń.
Długość xystonu wynosiła około 3,5 do 4,25 metrów i była prawdopodobnie bronią dwuręczną. Zbudowana była jak typowa starożytna włócznia - z metalowego grotu i drewnianego drzewca zakończonego okuciem bądź innym obciążeniem na tępym końcu, co ułatwiało posługiwanie się tą bronią. Historycy nie są zgodni, co do sposobu użycia xystonu - najprawdopodobniej mógł być trzymany zarówno pod pachą, jak i w uniesionej nad głową ręce - w zależności od woli jeźdźca.
W dziele Wojna żydowska (gr. Περὶ τοῦ Ἰουδαϊκοῦ πολέμου, łac. Bellum iudaicum) napisanym w języku greckim, Józef Flawiusz używa słowa xyston, opisując oszczep używany przez rzymskich legionistów - pilum.